# Negatives Stimmgewicht
Negatives Stimmgewicht (auch inverser Erfolgswert) bezeichnet einen Effekt bei Wahlen, bei dem sich Wählerstimmen gegen den Wählerwillen auswirken; also entweder Stimmen für eine Partei, die für diese einen Verlust an Abgeordnetenmandaten bedeuten, oder Stimmen, die für eine Partei nicht abgegeben werden und dieser mehr Sitze einbringen. Das kann zu einem strategischen Wahlverhalten führen. Er widerspricht dem Prinzip der Gleichheit der Wahl, wonach jede Stimme gleich viel zählen soll, und verletzt den Anspruch, dass sich die Stimme nicht explizit gegen den Wählerwillen auswirken darf. Der gleiche Effekt kann bei Volksabstimmungen auftreten, wenn die Annahme der Vorlage ein Quorum erfordert. Dann kann eine zusätzliche Nein-Stimme dazu führen, dass das Quorum erreicht und die Vorlage angenommen wird.
In Deutschland ist der Effekt des negativen Stimmgewichts nach einem Urteil des Bundesverfassungsgerichts vom 3. Juli 2008 mit den verfassungsrechtlichen Grundsätzen der Gleichheit und Unmittelbarkeit der Wahl nicht zu vereinbaren.

## Bedeutung für Wahlen zum Deutschen Bundestag
Bei den Wahlen zum Deutschen Bundestag hat die aus dem negativen Stimmgewicht resultierende demokratietheoretische Problematik lange für Streit gesorgt.

### Lage vor 2008
Bei den Bundestagswahlen bis einschließlich 2009 wurde zuerst festgestellt, wie viele Mandate einer Partei  nach der Zweitstimmenverteilung bundesweit zustehen. Im zweiten Schritt wurden diese Mandate abhängig von den Zweitstimmenergebnissen in den einzelnen Bundesländern auf die Länder verteilt. Schließlich wurde in jedem Land einzeln geprüft, wie viele Mandate die Partei dort bereits durch Direktmandate (in Wahlkreisen) erhalten hatte. Die übrigen Mandate, die der Partei in diesem Bundesland zustehen, wurden anhand der jeweiligen Landesliste der Partei zugeteilt.
Dabei konnte es zu Überhangmandaten kommen: Hatte eine Partei in einem Bundesland mehr Direktmandate erhalten, als ihr nach dem Zweitstimmenergebnis zustand, behielt sie trotzdem alle Direktmandate. Mandate, die über die Zahl der ihr nach dem Zweitstimmenergebnis zustehenden Mandate hinausgehen, waren sog. Überhangmandate. Diese wurden damals noch nicht durch Ausgleichsmandate für die anderen Parteien kompensiert.
Dabei konnte es durch folgendes Szenario zu einem negativen Stimmgewicht kommen: Angenommen, eine Partei erhält im Bundesland A ein Überhangmandat. Würde sie nun in diesem Bundesland zusätzliche Zweitstimmen gewinnen, kann das dazu führen, dass die Gesamtzahl der ihr nach dem Zweitstimmenergebnis zustehenden Sitze unverändert bleiben würde, sich jedoch deren Verteilung zwischen den Bundesländern ändert. Die zusätzlichen Zweitstimmen können so zur Folge haben, dass die Partei nach dem Zweitstimmenergebnis im Bundesland A ein Mandat mehr, dafür jedoch in einem anderen Bundesland B ein Mandat weniger erhält. Durch das im Land A hinzugewonnene Listen-Mandat würde jedoch das über Direktwahl erzielte Überhangmandat sein, so dass die Partei aus dem Land A keinen zusätzlichen Abgeordneten in den Bundestag entsenden könnte. Im Bundesland B bekäme sie jedoch ein Mandat weniger, während dort kein durch die Liste nicht mehr gedecktes Mandat aus Direktwahl zum Überhangmandat würde. In Land A würde das Mehr an Stimmen dann die Anzahl der Mandate nicht ändern, nur ein Überhangmandat in ein listengedecktes Mandat überführen, wohingegen in Land B ein Mandat entfiele. Die Partei hätte also trotz mehr Zweitstimmen insgesamt ein Mandat eingebüßt.

### Bundesverfassungsgerichtsurteil 2008
Von Seiten des Gesetzgebers gab es keine größeren Anstrengungen, dieses Phänomen zu beheben. Nach einer entsprechenden Klage erklärte das Bundesverfassungsgericht in seinem Urteil vom 3. Juli 2008 das bestehende Bundestagswahlrecht aufgrund der Möglichkeit eines negativen Stimmgewichts für verfassungswidrig. Es verletze die Grundsätze der Gleichheit und Unmittelbarkeit der Wahl:

„Ein Wahlsystem, das darauf ausgelegt ist oder doch jedenfalls in typischen Konstellationen zulässt, dass ein Zuwachs an Stimmen zu Mandatsverlusten führt oder dass für den Wahlvorschlag einer Partei insgesamt mehr Mandate erzielt werden, wenn auf ihn selbst weniger oder auf einen konkurrierenden Vorschlag mehr Stimmen entfallen, führt zu willkürlichen Ergebnissen und lässt den demokratischen Wettbewerb um Zustimmung bei den Wahlberechtigten widersinnig erscheinen.“

Der Gesetzgeber erhielt den Auftrag, das Wahlgesetz bis zum 30. Juni 2011 so zu ändern, dass dieser Effekt künftig nicht mehr möglich ist und die Wahlrechtsgrundsätze nicht mehr verletzt werden. Am 30. September 2011, also deutlich nach Verstreichen der vom Bundesverfassungsgericht vorgegebenen Frist, verabschiedete der Bundestag daraufhin mit den Stimmen von CDU, CSU und FDP eine Wahlrechtsreform, die das negative Stimmgewicht bei Wahlen weitgehend aufheben sollte.
Da dieses Ziel aus Sicht von SPD und Grünen durch die Neuregelung nicht erreicht worden war, reichte die Opposition eine Verfassungsbeschwerde ein. Auch der Verein Mehr Demokratie kündigte eine Klage gegen die Wahlrechtsreform an und rief Interessierte zur Beteiligung auf. Bis zum 12. Dezember 2011 wurden fast 3.000 auf diese Weise gesammelte Beschwerden beim Bundesverfassungsgericht eingereicht. Die Beschwerdeführer waren der Auffassung, dass der Effekt des negativen Stimmgewichts auch unter Geltung des geänderten Bundeswahlrechts in verfassungsrechtlich nicht hinnehmbarer Weise auftreten könne.

### Bundesverfassungsgerichtsurteil 2012
Gemeinsam mit dem Organstreitverfahren und dem Normenkontrollverfahren verhandelte das Bundesverfassungsgericht am 5. Juni 2012 mündlich über die Verfassungsbeschwerde. Am 25. Juli 2012 bestätigte das Gericht die Bedenken der Kläger und erklärte die von Union und FDP beschlossene Neuregelung für verfassungswidrig. Auch das 2011 geänderte Bundeswahlgesetz verstoße „gegen die Grundsätze der Gleichheit und Unmittelbarkeit der Wahl sowie der Chancengleichheit der Parteien [...], weil sie den Effekt des negativen Stimmgewichts ermöglicht.“ Auch werde die Wahlrechtsgleichheit und Chancengleichheit der Parteien durch die Möglichkeit von mehr als 15 ausgleichslosen Überhangmandaten verletzt, was „den Grundcharakter der Bundestagswahl als Verhältniswahl aufhebt.“

### Auftreten im Bundestagswahlrecht von 2013 mit Ausgleichsmandaten
Auch die im Mai 2013 in Kraft getretene Neuregelung der Sitzverteilung war nicht frei von negativem Stimmgewicht. Dies konnte entstehen, wenn bei der Verteilung auf Grundlage von festen Sitzzahlen je Land eine Partei durch zusätzliche Stimmen einen zusätzlichen Sitz errang auf Kosten einer anderen Partei und dadurch die Zahl der Ausgleichsmandate reduziert wurde, oder entsprechend umgekehrt weniger Stimmen für eine Partei zu zusätzlichen Ausgleichsmandaten geführt hätte. 2009 hätten bei Anwendung des Zuteilungsverfahrens von 2013 7000 Stimmen mehr für die Partei Die Linke in Hamburg bei der Verteilung auf Landesebene dazu geführt, dass diese Partei einen zusätzlichen Sitz errungen und die CDU einen Sitz verloren hätte. Dieser wegfallende Sitz für die CDU hätte auf Bundesebene zusätzlich zu vier wegfallenden Ausgleichsmandaten geführt. Dadurch hätte sich der Bundestag von 671 auf 666 Sitze verkleinert und Die Linke hätte nur 84 statt 85 Sitze gehabt. Bei der Bundestagswahl 2013 hätten 100.000 Stimmen mehr für die SPD in Bayern dazu geführt, dass die SPD statt 193 nur 191 Sitze im Bundestag gehabt hätte und dass statt 631 nur 622 Sitze im Bundestag verteilt worden wären.

### Auftreten im aktuellen Bundestagswahlrecht
Durch die 2023 auf Betreiben der Ampelkoalition beschlossene Reform des Bundestagswahlrechts entfallen Überhangmandate ersatzlos. Dadurch ist negatives Stimmgewicht ausgeschlossen, da die Anzahl der Mandate der Parteien im Bundestag nur noch von den bundesweiten Zweitstimmen abhängt und das seit 2009 bei Bundestagswahlen genutzte Sainte-Laguë-Verfahren – im Gegensatz zu den zuvor genutzten Auszählverfahren nach d’Hondt bzw. Hare/Niemeyer – frei von Paradoxien ist.

## Sonstiges Auftreten
Beteiligungsquoren führen generell zu der Möglichkeit, dass ein negatives Stimmgewicht auftritt. Dies ist der Fall, da dadurch Stimmen gegen die Vorlage dazu führen können, dass das Quorum überhaupt erst überschritten und die Vorlage angenommen wird. Eingesetzt werden solche Quoren vorrangig bei Volksentscheiden, aber beispielsweise auch seit 2017 bei Streikabstimmungen im Vereinigten Königreich aufgrund des Gewerkschaftsgesetzes von 2016 (Trade Union Act 2016). Soweit Quoren bei Volksentscheiden überhaupt für sinnvoll erachtet werden, setzt man diese – zur Vermeidung eines negativen Stimmengewichts – mittlerweile zunehmend über ein Zustimmungsquorum um. Bei den Streikabstimmungen in Großbritannien soll das Beteiligungsquorum 2025 unter dem neuen Arbeitsrechtsgesetz (Employment Rights Bill) auch wieder abgeschafft werden.
Ein negatives Stimmgewicht tritt manchmal auch bei anderen Wahlverfahren auf. Die meisten anderen Typen negativer Stimmgewichte sind allerdings seltener und haben weniger Einfluss auf die Mandatsvergabe als der für das Bundestagswahlrecht wesentliche Typ. Negatives Stimmengewicht ist derzeit außerhalb Deutschlands z. B. bei Parlamentswahlen in Tschechien und bei Landtagswahlen in den meisten österreichischen Bundesländern möglich.
Negative Stimmgewichte können sowohl unabhängig vom Sitzzuteilungsverfahren als auch unmittelbar in Zusammenhang mit dem Verfahren nach Hare und Niemeyer entstehen. Stark anfällig für negative Stimmgewichte sind beispielsweise Systeme mit Ausgleichsmandaten, die bei einigen Landtagswahlen vergeben werden. Ihre Ursache liegt meist im Hare/Niemeyer-spezifischen Alabama-Paradoxon.
Ebenfalls spezifisch für das Hare/Niemeyer-Verfahren (oder für die Abweichung von der Sitzzuteilung nach D’Hondt) ist die Möglichkeit des Sperrklausel-Paradoxons. Hierbei kann eine Partei weniger Sitze erhalten, wenn sie mit einer größeren Zahl von Stimmen eine andere Partei unter die Sperrklausel drückt. Dieses Paradoxon  kann besonders bei einer relativ kleinen Zahl zu vergebender Mandate auftreten.
Es taucht auch bei Stichwahlen und Instant-Runoff-Voting auf.

## Verallgemeinerung
Das Bundesverfassungsgericht benutzt den Begriff des negativen Stimmgewichts im Jahre 2012 in einem allgemeineren Sinne. Demnach liegt das negative Stimmgewicht auch dann vor, wenn die Sitzzahl einer Partei erwartungswidrig mit der auf eine konkurrierende Partei entfallenden Stimmenzahl korreliert.
Ein Sitzzuteilungsverfahren, das ermöglicht, dass für den Wahlvorschlag einer Partei insgesamt mehr Mandate erzielt werden, wenn auf einen konkurrierenden Vorschlag mehr Stimmen entfallen, widerspricht nach Aussage des Bundesverfassungsgerichts Sinn und Zweck einer demokratischen Wahl. Die Wählerstimmen wirken sich gegen den Wählerwillen aus.

## Allgemeines Beispiel

### Beschreibung
Bei einer Bundestagswahl mit 5.980.000 gültigen Stimmen erhalte eine Partei P1 insgesamt 250.000 Zweitstimmen, davon in Bundesland A 106.000 und in Bundesland B 144.000 (A und B sind die einzigen Bundesländer). In Land A erreiche die Partei durch die Erststimmen 11 Direktmandate, in Land B 6, insgesamt also 17.
Aufgrund der gesetzlichen Gesamtsitzzahl von 598 Sitzen im Deutschen Bundestag gemäß § 1 BWahlG ergeben sich für P1 25 Sitze (598 Sitze × 250.000 Stimmen ÷ 5.980.000 Stimmen = 25 Sitze), davon 11 Sitze (Idealanspruch: 10,60) für Land A und 14 Sitze (14,40) für Land B.
In Land A sind alle der Partei zustehenden Sitze bereits durch die Direktmandate besetzt. In Land B hat die Partei nur 6 Direktmandate errungen, die Differenz von 8 Sitzen wird durch das Nachrücken von Kandidaten aus der Landesliste B aufgefüllt. Im Endergebnis erhält die Partei 25 Sitze.
Angenommen, dass P1 bei ansonsten gleicher Stimmenzahl in Land A 5.000 Zweitstimmen weniger erhalten habe (damit 101.000 Zweitstimmen und 5.975.000 Stimmen insgesamt), ergibt sich aus der Zahl von 245.000 erzielten Zweitstimmen auch in diesem Falle ein Anspruch von 25 Sitzen (Idealanspruch: 24,52). Separat nach Ländern gerechnet, ergeben sich allerdings nur 10 Sitze (10,11) für Land A + 14 Sitze (14,41) für Land B, also insgesamt 24 Sitze. Die Differenz von einem Sitz würde durch einen zusätzlichen, 15. Sitz für Land B ausgeglichen, besetzt von einem Kandidaten aus der Landesliste B.
Zusätzlich erhielte die Partei in Land A ein Überhangmandat, weil unabhängig von der Zweitstimmenverteilung 11 Kandidaten ein Direktmandat bekamen. Im Endergebnis erhält die Partei 11 + 15 = 26 Sitze.
P1 wäre also mit 5.000 Zweitstimmen weniger mit 26 statt mit 25 Sitzen im Bundestag vertreten. Es besteht eine Disproportion von 5,77 % des Verhältnisses der Stimmenzahl zur Anzahl der Mandate: während im Falle der 25 Sitze jeweils 10.000 Zweitstimmen für einen Sitz erforderlich waren, waren es im anderen Falle nur 9.423,1 (Disproportion: 1 - (245.000 / 26) / (250.000 / 25) = 5,77 %).
(Dieses Beispiel vernachlässigt zur Vereinfachung die Vorschrift des Bundeswahlgesetzes, dass eine Partei, die die absolute Mehrheit der Zweitstimmen erhält, automatisch auch die Mehrheit der Mandate bekommt.)

### Tabellendarstellung
| Mandate aufgrund Zweitstimmen | Ursprüngliche Situation | Ursprüngliche Situation | Ursprüngliche Situation              | 5.000 Stimmen weniger in Land A | 5.000 Stimmen weniger in Land A | 5.000 Stimmen weniger in Land A      |
| Mandate aufgrund Zweitstimmen | Wählerstimmen           | Idealanspruch           | Landeslistensitze nach Hare/Niemeyer | Wählerstimmen                   | Idealanspruch                   | Landeslistensitze nach Hare/Niemeyer |
| Land A                        | 106.000                 | 10,60                   | 11                                   | 101.000                         | 10,11                           | 10                                   |
| Land B                        | 144.000                 | 14,40                   | 14                                   | 144.000                         | 14,41                           | 14+1                                 |
| Insgesamt                     | 250.000                 | 25,00                   | 25                                   | 245.000                         | 24,52                           | 25                                   |
| Endgültige Mandatsverteilung  | Landeslistensitze       | Direktmandate           | Sitze Ergebnis                       | Landeslistensitze               | Direktmandate                   | Sitze Ergebnis                       |
| Land A                        | 11                      | 11                      | 11                                   | 10                              | 11                              | 11 (1 ÜM)                            |
| Land B                        | 14                      | 6                       | 14                                   | 14+1                            | 6                               | 15                                   |
| Insgesamt                     | 25                      | 17                      | 25                                   | 25                              | 17                              | 26 (1 ÜM)                            |

Die Partei erhält paradoxerweise einen Sitz mehr im Parlament, wenn 5000 Wähler weniger für sie stimmen.

## Änderungsmöglichkeiten
Da das beschriebene negative Stimmgewicht unabhängig vom Sitzzuteilungsverfahren auftreten kann, ist der im März 2008 im Bundeswahlgesetz erfolgte Wechsel vom Hare/Niemeyer-Verfahren zum Verfahren nach Sainte-Laguë/Schepers keine Verbesserung. Auch Ausgleichsmandate lösen das Problem nicht, da mindestens eine betroffene Partei regelmäßig keine Ausgleichsmandate erhält.
Das negative Stimmgewicht lässt sich vermeiden, wenn das Entstehen interner Überhangmandate verhindert wird. Durch vier verschiedene Strategien könnte man das erreichen, ohne das derzeitige Bundestagswahlrecht grundlegend zu verändern:
1. Interne Überhangmandate könnten durch Verrechnung von Direkt- und Listenmandaten schon auf Bundesebene verhindert werden, wodurch andere Bundesländer weniger Listenmandate stellen würden. Scheidet ein Wahlkreisgewinner aus einem Überhangland aus, würde ein Listenmandat in dem anderen Land wieder aufleben. Derartige Modelle existieren schon länger. Im Gegensatz zum derzeit gültigen Wahlrecht können sich bei ihnen auf internen Überhangmandaten beruhende Mehrheiten innerhalb einer Wahlperiode durch den beschriebenen Effekt nicht verändern oder sogar in ihr Gegenteil verkehren.
2. Überhangmandate könnten dadurch verhindert werden, dass überzählige Direktmandate gestrichen würden. Eine solche Regelung galt in Bayern bei den Landtagswahlen von 1954 bis einschließlich 1962: erhielt eine Partei mehr Direktmandate als ihr auf Grund des Stimmenanteils Sitze zustanden, erhielten die Direktkandidaten mit der geringsten Stimmenzahl keinen Sitz. Alternativ könnte die Regelung auch so ausgestaltet werden, dass anstelle der Direktkandidaten mit der geringsten Stimmenzahl jene mit dem geringsten Stimmenanteil ausscheiden.
3. Mit der Abschaffung von Landeslisten und der Einführung von Bundeslisten würden interne Überhangmandate ausgeschlossen.
4. Die Mandate könnten, wie bei den Bundestagswahlen 1949 und 1953, proportional in den Bundesländern verteilt werden, wobei jedes Bundesland eine feste Sitzzahl (ohne Überhangmandate) hätte. Dies würde jedoch zu größeren Disproportionseffekten führen, insbesondere zugunsten von Parteien, die dort stark sind, wo die Wahlbeteiligung unterdurchschnittlich ist, am ehesten würde die Linkspartei davon profitieren. Es wäre dann z. B. viel wahrscheinlicher als bisher, dass eine Partei trotz weniger Stimmen mehr Sitze bekommt als eine andere Partei.[14]

1996 legte die Bundestagsfraktion von Bündnis 90/Die Grünen einen Gesetzesentwurf vor, der u. a. das oben unter Nr. 1 beschriebene Verrechnungsmodell umsetzt, um ein negatives Stimmgewicht auszuschließen:

„Nach § 7 Abs. 3 Bundeswahlgesetz wird folgender Absatz 4 eingefügt:
(4) Entfallen auf eine oder mehrere Landeslisten einer Partei Überhangmandate, so wird die Verteilung der auf die übrigen Landeslisten dieser Listenverbindung entfallenden Sitze erneut vorgenommen. Bei dieser Verteilung wird die Zahl der Wahlkreismandate in Abzug gebracht, die in den Ländern entstanden sind, in denen Überhangmandate aufgetreten sind. Die verbleibenden Sitze werden unter Anrechnung der in den übrigen Ländern erlangten Wahlkreismandate entsprechend dem Verfahren nach § 7 Abs. 3 auf die Landeslisten verteilt. Soweit hierbei erneut Überhangmandate auftreten, wird das Verfahren wiederholt, bis keine Überhangmandate mehr auftreten.“

Damit sollten interne Überhangmandate neutralisiert und so negative Stimmgewichte verhindert werden. Der Bundestag lehnte mit den Stimmen der Bundestagsfraktionen von CDU/CSU, SPD und FDP den Entwurf ab und vertraute auf die Verringerung der Anzahl der Sitze auf 598 und einen neuen Wahlkreiszuschnitt. Der Gesetzentwurf sah auch den Wegfall der Möglichkeit des Ausschlusses der Listenverbindung vor, interne Überhangmandate wären somit nicht mehr möglich gewesen.

## Rechtspolitische Diskussion
Das Phänomen des negativen Stimmgewichts wurde in der öffentlichen Diskussion eher vernachlässigt. Vor der Bundestagswahl 2002 haben die Nachrichtenmagazine Der Spiegel und Focus über die Thematik des negativen Stimmgewichts berichtet.
Bei Erfolgswertverzerrungen mangelt es oft an einer scharfen kausalen Zuordnung von Überhangmandaten und negativen Stimmgewichten, da sie häufig kumulativ zusammenwirken. 1996 beschäftigte sich eine Reformkommission des Bundestags mit Wahlproblemen – u. a. mit Überhangmandaten – und holte die Meinung von Experten wie die der Professoren Ernst Gottfried Mahrenholz, Wolfgang Löwer und Markus Heintzen ein. Das Bundesinnenministerium entwickelte in diesem Zusammenhang u. a. das so genannte Kompensationsmodell I, das eine Verrechnung ähnlich der oben angeführte Änderungsmöglichkeit 1 vorsieht.
Viele der damit befassten Mathematiker und Rechtswissenschaftler kritisieren das negative Stimmgewicht scharf und betrachten es als einen Defekt, der mit dem Erfordernis der Gleichheit, Freiheit und Unmittelbarkeit (Transparenz) einer Wahl unvereinbar ist:
- Die Gleichheit der Wahl ist nach ihrer Meinung dadurch verletzt, dass der Erfolgswert einer Stimme geringer ist – nämlich negativ – als der Erfolgswert, wenn man keine Stimme abgegeben hätte.
- Die Freiheit der Wahl wird verletzt, weil der Wähler in seiner Wahlentscheidung nicht mehr frei sei, wenn er mit seiner Stimme der gewünschten Partei Schaden zufügen kann. Dies könne einen Wähler verunsichern und davon abhalten, seine Partei zu wählen.
- Schließlich sehen sie die Unmittelbarkeit der Wahl als nicht gegeben an, da durch den Defekt des notwendig dazwischen geschalteten mathematischen Berechnungsverfahrens die Stimmen für eine Partei nicht mehr zu ihren Gunsten, sondern zu ihren Lasten gezählt werden können. Der Wählerwille werde nicht mehr unmittelbar in Mandate für eine Partei umgerechnet, sondern verfälscht. Ein Wähler dürfe seine Partei nicht wählen, um ihr seine Zustimmung auszudrücken.

Auch in vielen Verhältniswahlverfahren kann ein negatives Stimmgewicht auftreten. Allerdings ist die  Unschärfe pro Partei üblicherweise auf höchstens ein Mandat beschränkt. Außerdem sind die meisten anderen Verfahren weniger anfällig als das des Bundestagswahlrechts.

### Normenkontrollklagen

#### Abstrakte Normenkontrolle 1995/96
1995 ließ die Regierung des Landes Niedersachsen Teile des Bundeswahlgesetzes vom Bundesverfassungsgericht überprüfen und trug explizit die Wirkung von negativen Stimmgewichten vor. Nach ihrer Auffassung erzeugten Überhangmandate und negative Stimmgewichte eine Erfolgswertverzerrung in kumulativer Kausalität, die so gleichheitswidrig sei, dass § 6 und § 7 BWahlG in wesentlichen Teilen verfassungswidrig und nichtig seien. Sie verwies auf die Rechtsprechung des Gerichts und den Charakter des Bundestages als unitaristisches Parlament, weshalb sich mindestens drei Änderungsmöglichkeiten anboten, die Gleichheitsanforderungen von Art. 38 GG zu erfüllen. Sie unterstrich die oben angeführte Änderungsmöglichkeit 1. Das Ergebnis der Anhörung des Bundeswahlleiters in dieser Sache stützte den kritischen Befund im Antrag von Niedersachsen.
Das Gericht bestätigte mit den Stimmen der Richter Jentsch, Kirchhof, Kruis und Winter durch eine Patt-Entscheidung das Bundeswahlgesetz. Sie verwiesen auf die Gestaltungsfreiheit des Gesetzgebers und dass es dabei zu systemimmanenten Erfolgswertverzerrungen kommen könne. Die bisher gebildeten Maßstäbe in der Rechtsprechung seien jedoch nicht annähernd abschließend, und es sei möglich, gar andere Ungleichheiten zuzulassen.
Nach Auffassung der Richter Graßhof, Hassemer, Limbach und Sommer ist das Wahlsystem im Umfang des Normenkontrollantrages  verfassungswidrig und verletzt die Wahlgleichheit. Gewiss habe der Gesetzgeber einen Spielraum für notwendig gehaltene Gestaltungen, jedoch nur im Rahmen der strengen Wahlgleichheit: „Notwendigkeit allein begründet noch keine Berechtigung“. Sie weisen darauf hin, dass der o. a. Gesetzentwurf von Bündnis 90/Die Grünen die Probleme durch Überhangmandate vollständig löse. Wegen des Gebots der richterlichen Selbstbeschränkung habe das Gericht zwar nicht vorzugeben, welche legislativen Maßnahmen das Parlament zu ergreifen habe. Jedoch müsse der Gesetzgeber eine davon ergreifen, um der Verfassung gerecht zu werden.

#### Normenkontrollklagen 2011
Als Reaktion auf die Wahlprüfungsbeschwerde von 2005 beschloss der Deutsche Bundestag im September 2011 mit den Stimmen von CDU/CSU und FDP eine Reform des Bundestagswahlrechts. Es war das erste Mal in der Geschichte der Bundesrepublik, dass das Bundestagswahlrecht allein mit den Stimmen der Regierungskoalition und nicht im Konsens aller Parteien beschlossen wurde. (Die späteren Wahlrechtsreformen von 2020 und 2023 wurden ebenfalls nur mit den Stimmen der jeweiligen Regierungsfraktionen beschlossen.) Die Wahlrechtsreform wurde im Vorfeld äußerst kontrovers diskutiert, da sie nach Auffassung der Opposition die vom Bundesverfassungsgericht gerügten Missstände nicht grundsätzlich beseitigte, sondern vielmehr fortschreibe und das Wahlrecht unnötig verkompliziere. Sowohl SPD, Grüne als auch Die Linke sahen ihre Rechte verletzt und reichten eine abstrakte Normenkontrolle ein.

### Wahlprüfungen wegen negativem Stimmgewicht

#### Prüfungen durch den Deutschen Bundestag
Mit Berufung auf das negative Stimmgewicht wurden beim Deutschen Bundestag regelmäßig Wahleinsprüche eingelegt, zuletzt zu den Bundestagswahlen 1998, 2002 und 2005. Der Bundestag beschloss immer – wie vom  Wahlausschuss vorbereitet – die Zurückweisung der Einsprüche, da die Bestimmungen des Bundeswahlgesetzes eingehalten wurden und die Entscheidung über die Verfassungswidrigkeit von Regelungen des Bundeswahlgesetzes dem Bundesverfassungsgericht überlassen ist.

#### Verfassungsgerichtliche Prüfung der Bundestagswahl 1998
Das Bundesverfassungsgericht verwarf 2001 zwei unter anderem das negative Stimmgewicht anführende Wahlprüfungsbeschwerden. Gründe dafür wurden jedoch weder in diesen A-Limine-Beschlüssen noch in den Schreiben des Berichterstatters genannt.

#### Verfassungsgerichtliche Prüfung der Bundestagswahl 2002
Eine Wahlprüfungsbeschwerde zum vorgenannten Einspruch zur Bundestagswahl 2002 war außergewöhnlich lange beim Bundesverfassungsgericht anhängig. In diesem Verfahren bezeichnete im Jahre 2004 der damalige Berichterstatter des Gerichts, Richter Jentsch, beiläufig das mögliche Auftauchen von negativen Stimmgewichten als verfassungsrechtlich noch hinnehmbar. Diese Auffassung wird per curiam in dieser Form nicht gestützt. Erst nach der Entscheidung vom 3. Juli 2008 in den Wahlprüfungsverfahren zur folgenden Bundestagswahl (2005) entschied das Bundesverfassungsgericht unter Verweis auf das Urteil.

#### Verfassungsgerichtliche Prüfung der Bundestagswahl 2005
Im Rahmen der Wahlprüfung der Bundestagswahl 2005 wurden drei weitere Beschwerden erhoben. In zwei dieser Verfahren verhandelte das Bundesverfassungsgericht am 16. April 2008. Am 3. Juli 2008 verkündete der zweite Senat sein Urteil: Nach Meinung der Karlsruher Richter ist das „negative Stimmgewicht“ nicht mit dem Grundsatz der Gleichheit und Unmittelbarkeit der Wahl vereinbar. Damit erklärte das Bundesverfassungsgericht erstmals in einem Wahlprüfungsverfahren eine Regelung des Bundeswahlgesetzes für verfassungswidrig, so dass eine Notwendigkeit zur gesetzlichen Neuregelung entstand.

## Auftreten bei Bundestagswahlen

### Wahl des Deutschen Bundestages bis 1998
In der Geschichte der Bundestagswahlen ist das Auftreten des negativen Stimmgewichts bei den Bundestagswahlen 1990, 1994 und 2002 nachgewiesen (siehe Weblinks). Außerdem gibt es weitere Beispiele:
- 1961 hätte die CDU Schleswig-Holstein bei 39.671 Stimmen weniger ein Mandat mehr bekommen. Im gleichen Jahr hätte die CDU Saarland bei 48.902 Stimmen weniger ein Mandat mehr bekommen.
- 1983 hätte die SPD Bremen bei 73.622 Stimmen weniger ein Mandat mehr bekommen. Ebenso hätte die SPD Hamburg bei 73.569 Stimmen weniger ein Mandat mehr bekommen.
- 1987 hätte die CDU Baden-Württemberg bei 18.705 Stimmen weniger ein Mandat mehr bekommen.
- Die SPD hätte 1990 ein Mandat mehr bekommen, wenn sie in Bremen 8.000 Stimmen weniger erhalten hätte. Ebenso hätte die CDU, wenn sie in Thüringen 2.600 Stimmen weniger erhalten hätte, ein Mandat mehr erhalten.
- Die CDU hätte 1994 jeweils ein Mandat mehr bekommen, wenn sie in Baden-Württemberg, Mecklenburg-Vorpommern, Sachsen oder Sachsen-Anhalt 19.089 Stimmen oder in Thüringen 13.629 Stimmen weniger erhalten hätte.
- Die SPD hätte 1998 ein Mandat mehr bekommen, wenn sie in Brandenburg 70.955 Stimmen weniger erhalten hätte oder aber in Sachsen-Anhalt 21.323 Stimmen oder in Thüringen 21.228 Stimmen und gleichzeitig in Brandenburg 1.000 Stimmen weniger erhalten hätte.

Weiter gibt es diverse Fälle, in denen eine Partei weniger Mandate bekommen hätte, wenn sie mehr Stimmen erhalten hätte. Dies trifft zu auf:
- die CDU Schleswig-Holstein 1957 (88.833 Stimmen mehr, dann zwei Mandate weniger),
- die CDU Saarland 1961 (10.828 mehr, dann ein Mandat weniger),
- die SPD Schleswig-Holstein 1980 (7.809 Stimmen mehr, dann ein Mandat weniger),
- die SPD Bremen 1983 (4.083 Stimmen mehr, dann ein Mandat weniger),
- die SPD Hamburg 1983 (8.199 Stimmen mehr, dann ein Mandat weniger),
- die CDU Mecklenburg-Vorpommern 1990 (13.545 Stimmen mehr und gleichzeitig in Thüringen 1.000 Stimmen mehr, dann ein Mandat weniger),
- die CDU Sachsen-Anhalt 1990 (6.314 Stimmen mehr und gleichzeitig in Thüringen 1.000 Stimmen mehr, dann ein Mandat weniger),
- die CDU Thüringen 1990 (66.693 Stimmen mehr, dann ein Mandat weniger),
- die SPD Bremen 1994 (1.042 Stimmen mehr, dann ein Mandat weniger),
- die SPD Brandenburg 1994 (73.403 Stimmen mehr, dann ein Mandat weniger),
- die SPD Hamburg 1998 (16.651 Stimmen mehr, dann ein Mandat weniger),
- die SPD Mecklenburg-Vorpommern 1998 (6.628 Stimmen mehr, dann ein Mandat weniger) und
- die SPD Brandenburg 1998 (4.015 Stimmen mehr, dann ein Mandat weniger)

### Wahl des Deutschen Bundestages 2002
Bei der Bundestagswahl 2002 ging der SPD wegen 50.000 Zweitstimmen in Brandenburg zu viel ein Sitz verloren, der sonst an die Bremer SPD-Landeslistenkandidatin Cornelia Wiedemeyer gegangen wäre.
Berechnung Gesamtstimmenzahl für die Bundestagswahl 2002
|                                 | Reale Stimmenverhältnisse | Reale Stimmenverhältnisse | Reale Stimmenverhältnisse | 50.000 SPD-Stimmen in Brandenburg weniger | 50.000 SPD-Stimmen in Brandenburg weniger | 50.000 SPD-Stimmen in Brandenburg weniger |
|                                 | Wählerstimmen             | Idealanspruch             | Sitze nach Hare/Niemeyer  | Wählerstimmen                             | Idealanspruch                             | Sitze nach Hare/Niemeyer                  |
| SPD                             | 18.488.668                | 246,95                    | 247                       | 18.438.668                                | 246,56                                    | 247                                       |
| CDU                             | 14.167.561                | 189,24                    | 189                       | 14.167.561                                | 189,45                                    | 189                                       |
| CSU                             | 4.315.080                 | 57,64                     | 58                        | 4.315.080                                 | 57,70                                     | 58                                        |
| Bündnis 90/Die Grünen           | 4.110.355                 | 54,90                     | 55                        | 4.110.355                                 | 54,96                                     | 55                                        |
| FDP                             | 3.538.815                 | 47,27                     | 47                        | 3.538.815                                 | 47,32                                     | 47                                        |
| gesamt (nur Bundestagsparteien) | 44.620.479                | 596                       | 596                       | 44.570.479                                | 596                                       | 596                                       |

Das heißt, die Gesamtgrundmandatszahl für die SPD verbleibt trotz geringerer absoluter Stimmenzahl bei 247. Diese 247 Sitze werden nun entsprechend den in den Ländern erreichten Stimmen der SPD vergeben:
Berechnung Sitze für die SPD für die Bundestagswahl 2002
|                        | Reale Stimmenverhältnisse | Reale Stimmenverhältnisse | Reale Stimmenverhältnisse | 50.000 SPD-Stimmen in Brandenburg weniger | 50.000 SPD-Stimmen in Brandenburg weniger | 50.000 SPD-Stimmen in Brandenburg weniger |
|                        | Wählerstimmen für SPD     | Idealanspruch             | Sitze nach Hare/Niemeyer  | Wählerstimmen                             | Idealanspruch                             | Sitze nach Hare/Niemeyer                  |
| Baden-Württemberg      | 1.989.524                 | 26,58                     | 27                        | 1.989.524                                 | 26,65                                     | 27                                        |
| Bayern                 | 1.922.551                 | 25,68                     | 26                        | 1.922.551                                 | 25,75                                     | 26                                        |
| Berlin                 | 685.170                   | 9,15                      | 9                         | 685.170                                   | 9,18                                      | 9                                         |
| Brandenburg            | 707.871                   | 9,46                      | 10                        | 657.871                                   | 8,81                                      | 9 (−1)                                    |
| Bremen                 | 183.368                   | 2,45                      | 2                         | 183.368                                   | 2,46                                      | 3 (+1)                                    |
| Hamburg                | 404.738                   | 5,41                      | 5                         | 404.738                                   | 5,42                                      | 5                                         |
| Hessen                 | 1.355.496                 | 18,11                     | 18                        | 1.355.496                                 | 18,16                                     | 18                                        |
| Mecklenburg-Vorpommern | 405.415                   | 5,42                      | 5                         | 405.415                                   | 5,43                                      | 5                                         |
| Niedersachsen          | 2.318.625                 | 30,98                     | 31                        | 2.318.625                                 | 31,06                                     | 31                                        |
| Nordrhein-Westfalen    | 4.499.388                 | 60,11                     | 60                        | 4.499.388                                 | 60,27                                     | 60                                        |
| Rheinland-Pfalz        | 918.736                   | 12,27                     | 12                        | 918.736                                   | 12,31                                     | 12                                        |
| Saarland               | 295.521                   | 3,95                      | 4                         | 295.521                                   | 3,96                                      | 4                                         |
| Sachsen                | 861.685                   | 11,51                     | 12                        | 861.685                                   | 11,54                                     | 12                                        |
| Sachsen-Anhalt         | 618.016                   | 8,26                      | 8                         | 618.016                                   | 8,28                                      | 8                                         |
| Schleswig-Holstein     | 743.838                   | 9,94                      | 10                        | 743.838                                   | 9,96                                      | 10                                        |
| Thüringen              | 578.726                   | 7,73                      | 8                         | 578.726                                   | 7,75                                      | 8                                         |
| gesamt (nur SPD)       | 18.488.668                | 247                       | 247                       | 18.438.668                                | 247                                       | 247                                       |

Obwohl also für die SPD insgesamt 247 Sitze erhalten bleiben, sorgen die 50.000 Stimmen weniger in Brandenburg für eine Verschiebung des 10. brandenburgischen Mandats nach Bremen. Dies stellt für sich betrachtet noch kein Problem dar.
Übersicht über die Überhangmandate (ÜM)
|                        | Reale Stimmenverhältnisse | Reale Stimmenverhältnisse | Reale Stimmenverhältnisse | 50.000 SPD-Stimmen in Brandenburg weniger | 50.000 SPD-Stimmen in Brandenburg weniger | 50.000 SPD-Stimmen in Brandenburg weniger |
|                        | Landeslistensitze SPD     | Direktmandate SPD         | Sitze Ergebnis            | Landeslistensitze SPD                     | Direktmandate SPD                         | Sitze Ergebnis                            |
| Baden-Württemberg      | 27                        | 7                         | 27                        | 27                                        | 7                                         | 27                                        |
| Bayern                 | 26                        | 1                         | 26                        | 26                                        | 1                                         | 26                                        |
| Berlin                 | 9                         | 9                         | 9                         | 9                                         | 9                                         | 9                                         |
| Brandenburg            | 10                        | 10                        | 10                        | 9                                         | 10                                        | 10 (1 ÜM)                                 |
| Bremen                 | 2                         | 2                         | 2                         | 3                                         | 2                                         | 3                                         |
| Hamburg                | 5                         | 6                         | 6 (1 ÜM)                  | 5                                         | 6                                         | 6 (1 ÜM)                                  |
| Hessen                 | 18                        | 17                        | 18                        | 18                                        | 17                                        | 18                                        |
| Mecklenburg-Vorpommern | 5                         | 5                         | 5                         | 5                                         | 5                                         | 5                                         |
| Niedersachsen          | 31                        | 25                        | 31                        | 31                                        | 25                                        | 31                                        |
| Nordrhein-Westfalen    | 60                        | 45                        | 60                        | 60                                        | 45                                        | 60                                        |
| Rheinland-Pfalz        | 12                        | 7                         | 12                        | 12                                        | 7                                         | 12                                        |
| Saarland               | 4                         | 4                         | 4                         | 4                                         | 4                                         | 4                                         |
| Sachsen                | 12                        | 4                         | 12                        | 12                                        | 4                                         | 12                                        |
| Sachsen-Anhalt         | 8                         | 10                        | 10 (2 ÜM)                 | 8                                         | 10                                        | 10 (2 ÜM)                                 |
| Schleswig-Holstein     | 10                        | 10                        | 10                        | 10                                        | 10                                        | 10                                        |
| Thüringen              | 8                         | 9                         | 9 (1 ÜM)                  | 8                                         | 9                                         | 9 (1 ÜM)                                  |
| gesamt (nur SPD)       | 247                       | 171                       | 251 (4 ÜM)                | 247                                       | 171                                       | 252 (5 ÜM)                                |

Erst durch die Tatsache, dass die brandenburgische SPD zehn Direktmandate (und damit ein Mandat mehr, als ihr nunmehr nach der Zweitstimmenzahl zusteht) gewonnen hat, entsteht ein Überhangmandat, während gleichzeitig in Bremen ein zusätzliches Listenmandat entstanden ist. Diese Kombination bringt der SPD 252 Sitze im Bundestag anstatt nur 251 ein.
Ebenfalls hätte die SPD insgesamt ein Mandat mehr, wenn die brandenburgische SPD nur 549 Stimmen weniger bekommen hätte. Dann hätte die SPD in Brandenburg einen Sitzanteil von 9,4491 und in Bremen 2,4497, d. h. in Brandenburg 9 Mandate (plus 1 Überhangmandat) – vorher 10, da Anteil 9,46 – und in Bremen 3 – vorher 2, da Anteil von 2,45. Es kann also vorkommen, dass eine relativ geringe Anzahl von „zu vielen“ Stimmen ein Mandat kostet.
Ein ähnliches Beispiel ist, wenn die SPD in Berlin 55.000 Zweitstimmen weniger erhalten hätte. Hier war es sogar nicht völlig ausgeschlossen, dass dies im Rahmen einer Wahlprüfung noch hätte eintreten können. Mehrere Wahlprüfungsbeschwerden hatten zum Ziel, Zweitstimmen von Wählern der Wahlkreise 86 und 87 (Berliner PDS-Wahlkreise) streichen zu lassen. Im Rahmen des Verfahrens wurden Anfang 2005 die Stimmen in Berlin neu ausgezählt. Allerdings ergab die Auszählung, dass nicht genügend SPD-Stimmen abgezogen werden könnten, um der SPD einen Mandatsgewinn zu bescheren.

### Wahl des Deutschen Bundestages 2005
Auch für die Bundestagswahl 2005 ergaben sich wieder Überhangmandate und negative Stimmgewichte. Besondere Brisanz erhielt dies durch eine Nachwahl im Bundestagswahlkreis Dresden I am 2. Oktober 2005 im Freistaat Sachsen, wo ein weiteres Überhangmandat (von insgesamt vier in Sachsen) entstand.
Bemerkenswert ist, dass durch die Nachwahl in einem Wahlkreis eines überhangrelevanten Bundeslandes in isolierter Form die Wirkung für das Land Sachsen und die Sitzverteilung beobachtet werden konnte, quasi unter Laborbedingungen: In Dresden „durfte“ die CDU nicht mehr als 41.226 Zweitstimmen gewinnen, sonst wäre ihr eines der Überhangmandate verloren gegangen, da Sachsen dann ein Proporzmandat mehr zu Lasten Nordrhein-Westfalens erhalten hätte.
In diesem Kontext wird zudem kritisch bewertet, dass durch die Besonderheit der Nachwahlsituation konkret für die Nichtabgabe von Zweitstimmen geworben werden konnte. Im Vorfeld der Dresdner Nachwahl gipfelte dies in einer gemeinsamen Plakataktion von CDU und FDP, in der ausdrücklich von beiden Parteien Erststimmen für die CDU und Zweitstimmen für die FDP gefordert wurden. Daraus ist erkennbar, dass die Vorhersehbarkeit negativer Stimmgewichte in Verbindung mit einer Nachwahl noch weitergehendere Probleme hinsichtlich der Gleichbehandlung sowohl aller Wähler und Parteien aufwirft als ohnehin schon bei einer Wahl an einem Wahltag.
Bei der Wahl im Wahlkreis Dresden I wurde dann ein massives Stimmensplitting  beobachtet. Dabei gelang es der CDU, unter der kritischen Zweitstimmenmarke zu bleiben, womit sie das Mandat aus der vorläufigen Sitzverteilung behalten konnte.
Insgesamt waren bei der Bundestagswahl 2005 rund 6,5 Millionen Wählerstimmen und 27 Bundestagssitze vom negativen Stimmgewicht betroffen.